# 97式自動步槍
97式自動步槍是中華人民共和國槍械生產商中國北方工業公司以95式自動步槍為基礎開發的外銷用衍生槍型，原因是95式所發射的5.8毫米口徑子彈並非是國際上流行的子彈，而且該彈藥只供中國國內使用，並不對外出口，故此97式改為發射在國際上通行的5.56毫米口徑子彈，並且改用相應的30發STANAG彈匣供彈。該槍在外觀上另一個和95式不同之處為其彈匣插座較為凸出。

## 出口及使用狀況

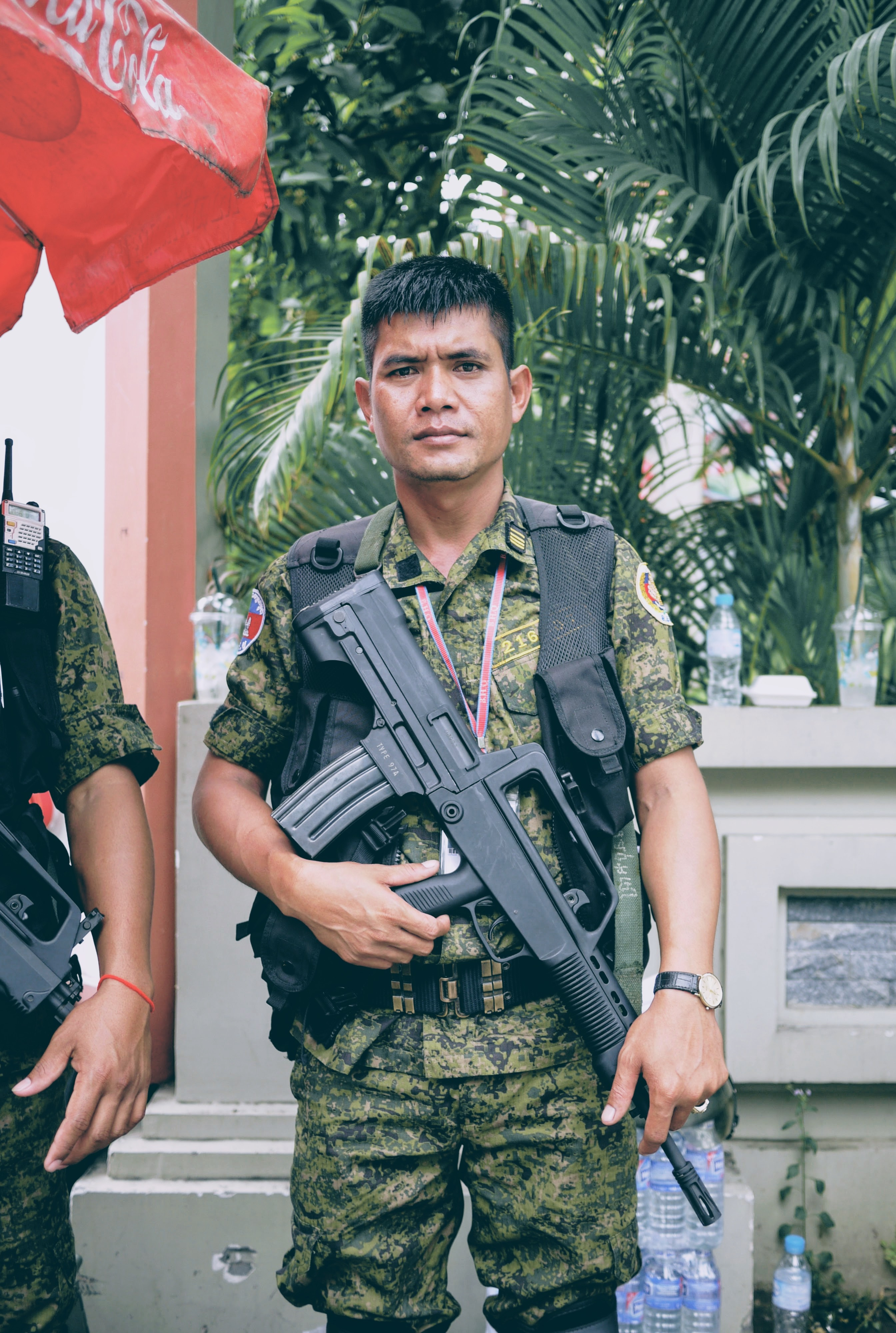
裝備97式自動步槍的柬埔寨士兵

目前97式槍族（97A式、97B式及97式班用机枪）僅成功出口到少數在東南亞、非洲及拉丁美洲的第三世界國家。
緬甸是目前已知唯一仿製及改良97式的國家。該國政府因其本身的“極權體制”而長年遭到西方國家實施武器禁運等制裁，無法購買西方槍械。中華人民共和國因而成為緬甸的主要武器進口國。其中緬甸軍隊曾進口少量97式用作評估，並在後期於本土仿製和改良成MA-1 Mk III突擊步槍，另外還有輕機槍型（MA-2 Mk III）、卡賓槍型（MA-3 Mk III）和MA-4 Mk III（裝上榴彈發射器的版本）。這些緬甸版的97式目前僅有限裝備該國的特種部隊和特警隊。另外，緬甸境內的武裝組織佤邦聯合軍也透過中華人民共和國的軍援獲得一定數量的97式自動步槍。

## 型號
- 97A式自動步槍：加入三發點放功能的97式
- 97B式自動步槍：97式的短槍管卡賓槍型
- 97式輕機槍：97式的班用機槍型

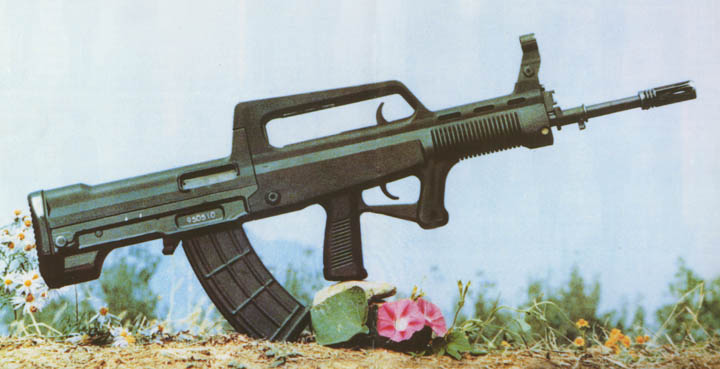
95式自動步槍是97式自動步槍的原型

- T97 NSR（針對加拿大民間市場推出的半自動民用型）
- T97 BSN（針對加拿大民間市場推出的短管半自動民用型）

## 使用國
- - 總統衛隊
- 柬埔寨
  - 柬埔寨王家陸軍
  - 保鏢單位
- - 老撾人民軍
  - 警察單位[1]
- 緬甸：包括未授權的仿製型。
  - 緬甸國防軍
  - 緬甸警察部隊
  - 佤邦联合军
- 巴基斯坦
  - 邊界軍團（英语：Frontier Corps）特別行動組[2]
- 菲律賓
  - 菲律賓國家警察
- 卢旺达
- 斯里蘭卡
  - 斯里蘭卡警察特別任務部隊（英语：Special Task Force (Sri Lanka)）
  - 斯里蘭卡空軍[3]
- 苏丹
  - 蘇丹武裝部隊（選定為未來士兵系統的步槍部份）[4]
- 委內瑞拉

## 流行文化

### 電影
- 2010年—：為QBZ-97，由第三層夢境中的一名武裝人員所使用。
- 2018年—《红海行动》：為QBZ-97，作为道具充当95式步枪（影片中尽可能避免弹匣上镜），由中国人民解放軍海军陆战队在亚丁湾护航期间和使馆护卫武警部队所使用。
- 2018年—《摩天大樓》：型號為QBZ-97B，由香港警務處特別任務連幹員及摩天大樓保安所持有。

### 電子遊戲
- 2007年—：型号为97B式自动步枪（从弹匣插口处可分辨），被用作充當95B式，奇怪的使用30发95式自動步槍的弹匣供彈並装填35发5.56mm NATO弹药，以及在第一人稱視角中的武器模組採用鏡像佈局（右手持槍時拋殼口在左邊）。中国大陆地區於2011年9月28日推出，命名為「QBZ95B」；港台地區於2011年11月8日推出，命名為「特戰菁英」，只能通过活动获得。
- 2008年—《穿越火线》：型號為QBZ-97，在商城内以GP限时武器之姿出现。
- 2011年—：於聯機模式和生存模式登場，型号為QBZ-97（造型上使用STANAG彈匣但奇怪的有弹匣加强筋），被誤命名為「95式」，提把上裝有皮卡汀尼導軌，而且印有中文漢字「無敵」。在聯機模式時於等級32解鎖，生存模式時於等級50解鎖。奇怪地被設定為只能夠三發點放，加装瞄准镜时会拆除枪械前端的机械准星。可使用改裝包括：紅點鏡、消音器、M320榴彈發射器、ACOG光學瞄準鏡、射速增加、心跳探測器、EOTECH全息瞄準鏡、下掛式霰彈槍、混合式瞄準鏡（HAMR瞄準鏡和全息瞄準鏡+G23.FTS）、延長彈匣（增至45發）及熱能探測式瞄準鏡。在生存模式時的價格為$3,000。
- 2012年—《決勝時刻Online》：登场型号为97式，奇怪地使用7.62毫米子弹，命名為“Type-97”。瞄准稳定性较差，后坐力较大，解锁等级为50级，可以使用G币或C币购买。
- 2012年—《战争前线》：型号为97A式自动步枪以及97B式自动步枪，均为步枪手专用武器：
  - 97A式自动步枪命名为“TYPE 97”，在护木上方与提把前段加装导轨套件。使用30发STANAG弹匣供彈，并可以改装枪口配件（通用消音器、突击消音器、突击制退器、突击刺刀）、战术导轨配件（通用握把、突击握把、突击握把架、枪挂型榴弹发射器）以及瞄准镜（EoTech 553全息瞄准镜、绿点全息瞄准镜、ELCAN SpecterDS瞄准镜、红点瞄准镜、步枪高级瞄准镜、Trijicon ACOG瞄准镜）。此枪同时亦在生存模式中由黑木帝国突袭兵所使用。拥有山岳迷彩改装版本及皇冠币专属迷彩改装版本，提高威力和载弹，均可以安装所有配件。
    - 通常版本中国大陆服务器为活动武器，俄罗斯服务器为抽奖武器，欧美服务器原为专家解锁，在某次更新后下架，重新上架后变为抽奖武器；山岳迷彩版本为活动武器，皇冠版本中國大陸未实装。

  - 97B式自动步枪命名为“TYPE 97B”，使用30发STANAG弹匣供彈。可通过抽奖获得，可以改装枪口配件（通用消音器、突击消音器、突击制退器）以及瞄准镜（EoTech 553全息瞄准镜、绿点全息瞄准镜、ELCAN SpecterDS瞄准镜、红点瞄准镜、步枪高级瞄准镜、Trijicon ACOG瞄准镜、Leupold Deltapoint红点瞄准镜），无法改装刺刀与战术导轨。
- 2015年—《少女前線》
- 2018年—《叛亂：沙漠風暴》：于2021年初与QTS-11一同加入游戏（原计划同时发布中国农历新年主题的武器和人物皮肤，但因为玩家社区的抵制而被推倒重做），在游戏中被称为“QBZ-97”，但是建模原型却是专供民用市场的T97NSR。
  - 在游戏中由叛乱分子阵营使用，需花费3点补给点装备，可改装枪口装置（消焰器、制退器、消音器）、供弹具（加长弹匣、弹鼓），可加装前握把、机枪型的脚架、下挂榴弹发射器、激光指示器、手电和光学瞄具等
- 2023年—《決勝時刻：現代戰爭III 2023》：為配備T97.ca配件的97式，命名為“DG-58”，奇怪地有且只有三發點放模式和單發模式。

## 外部連結
- QBZ97自动步枪（页面存档备份，存于）
- 北方工業的QBZ-97/97式NSR的機械結構和拆解（页面存档备份，存于）
- Shooting the Norinco QBZ/Type 97 NSR（页面存档备份，存于）